# Álvaro Mondragón Alcázar
El general Álvaro Mondragón Alcázar fue un militar mexicano que participó en la Revolución mexicana. Nació en Jonacatepec, en Morelos, el 13 de diciembre de 1887. Sus primeros estudios los cursó en su estado natal y la secundaria y preparatoria en el English College, de la capital; en el Liceo Francés realizó estudios de ciencias sociales y de idiomas. en 1910, se afilió al maderismo electoral y en 1911 al Ejército Libertador del Sur, en las fuerzas del Gral. Felipe Neri Jiménez. Obtuvo ascensos reconocidos por el Ejército Constitucionalista, al que se incorporó hacia 1915. Participó en la Convención de Aguascalientes y luego se pasó con el general Pablo González Garza. Participó en diversas campañas contra las fuerzas convencionistas-zapatistas. Fue diputado por el distrito de Jojutla al Congreso Constituyente de 1916-1917. Posteriormente luchó a favor del Plan de Agua Prieta, siendo ascendido a general brigadier. Desempeñó múltiples cargos: en 1924 fue gobernador de su estado; en 1927, inspector general de Policía de Morelos; en 1935, tesorero del Departamento del Distrito Federal; en el gobierno de Manuel Ávila Camacho fue inspector especial de Correos. Sus últimos años los dedicó a la agricultura en Morelos, donde falleció el 7 de junio de 1951. 